# Internationale Cricket-Saison 1888
Die internationale Cricket-Saison 1888 fand zwischen Mai 1888 und September 1888 statt. Als Sommersaison wurden vorwiegend Heimspiele der Mannschaften aus Europa ausgetragen.

## Überblick

### Internationale Touren
| Beginn        | Heimteam | Auswärtsteam | Resultate | Artikel |
| Beginn        | Heimteam | Auswärtsteam | Test      | Artikel |
| ------------- | -------- | ------------ | --------- | ------- |
| 16. Juli 1888 | England  | Australien   | 2–1 [3]   | Artikel |